# Pseudochlorata peruana
Pseudochlorata peruana är en skalbaggsart som beskrevs av Ohaus 1905. Pseudochlorata peruana ingår i släktet Pseudochlorata och familjen Rutelidae.

## Underarter
Arten delas in i följande underarter:
- P. p. lecourti
- P. p. levequei